# Mue (biologie)
Pour les articles homonymes, voir Mue.

La mue d'une cigale
en images animées.

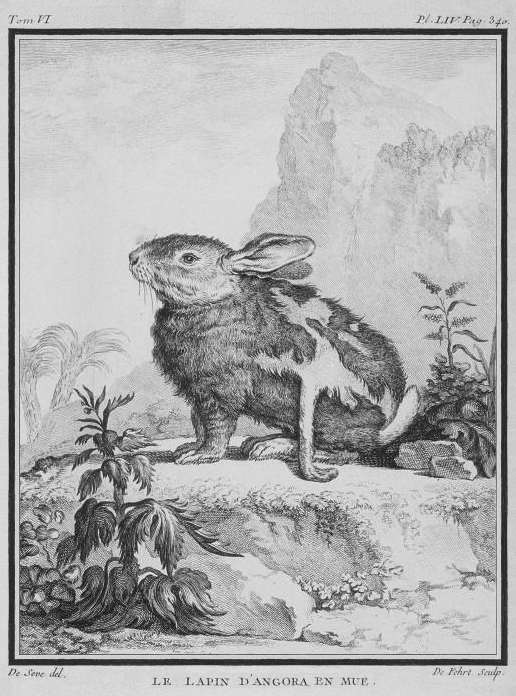
Mue naturelle chez le lapin angora

Chez de nombreuses espèces animales, la mue est un phénomène physiologique de renouvellement partiel ou total des téguments d’un animal, sous l’influence de la croissance, de l’âge et des conditions du milieu », parfois associé à un renouvellement significatif et saisonnier de l’apparence (changement de couleur ou de longueur de poil par exemple, permettant un meilleur camouflage dans l'environnement).
- Chez les reptiles de l’ordre des squamates, la mue désigne le renouvellement de la peau, et par métonymie la peau elle-même, aussi appelée exuvie.
- Chez les oiseaux, la mue désigne le renouvellement du plumage.
- Chez certains mammifères, la mue désigne la chute du pelage, comme chez le lykoi, race de chat méconnue. Chez les cervidés, la mue désigne la chute des bois et parfois les bois eux-mêmes.
- quelques espèces de poissons muent également, naturellement ou dans certaines circonstances, comme l'Agriopus (poisson des littoraux sud-africains, sud-américains et australiens, la « Rascasse brune (Scorpaena porcus L.) », le « Dactyloptère volant (Dactylopterus volitans L.) » et parfois le « Baliste (Balistes capriscus L.) »[1]
- Chez les arthropodes (insectes, crustacés, arachnides…), comme chez tous les Ecdysozoaires, la mue est le renouvellement de la cuticule, l'enveloppe externe plus ou moins rigide et inextensible de l'animal. Les mues sont nécessaires à la croissance ou à la métamorphose. Le rejet de la cuticule porte plus particulièrement le nom d’exuviation (ecdysis en anglais), alors que le mot mue peut englober des phénomènes préparatoires et consécutifs à l’exuviation. L'ancienne cuticule qu'abandonne l’animal, l’exuvie, est parfois aussi appelée mue.

Par analogie :
- Dans l’espèce humaine, la mue est la période de la puberté où le timbre et la hauteur de la voix changent, et celle-ci devient plus grave. La mue intervient de manière plus importante chez le garçon que chez la fille.